# أيانو فوكودا
أيانو فوكودا (باليابانية: 福田彩乃؛ بالكانا: ふくだ あやの) هي تارينتو يابانية، ولدت في 18 سبتمبر 1988 في تويوتا في اليابان.

## وصلات خارجية
- الموقع الرسمي